# Мис Миколая
44°23′11″ пн. ш. 33°46′38″ сх. д. / 44.38639° пн. ш. 33.77722° сх. д.
Мис Миколая (крим. Nikola Burun) — мис на Південному узбережжі Криму, одна з найпівденніших поряд із сусіднім мисом Сарич точок Кримського півострова на території Ялтинського району (АР Крим), на березі Чорного моря за 1 км від селища Форос.
Берегова лінія урвиста. Біля мису багато надводних та підводних скель.
Назва походить, за одними відомостями, від покровителя мореплавців Миколая Чудовтворця, тож первісно вона була Мис святого Миколая, а в радянський час її було змінено на мис Миколая. За іншими — від імені Миколи Раєвського, якому імператор Олександр I подарував Дачу Теселі поблизу мису.
Поряд із мисом — дитячий оздоровчий табір «Форос», на території санаторію «Форос».